# Jota Pictoris
Jota Pictoris (ι Pictoris, förkortat Jota Pic, ι Pic) som är stjärnans Bayerbeteckning, är en dubbelstjärna belägen i den sydvästra delen av stjärnbilden Målaren. Den har en skenbar magnitud på 5,63 och är svagt synlig för blotta ögat där ljusföroreningar ej förekommer. Baserat på parallaxmätning inom Hipparcosuppdraget på ca 24,1 mas, beräknas den befinna sig på ett avstånd på ca 140 ljusår (ca 42 parsek) från solen. 

## Egenskaper
Jota Pictoris A är en gul till vit stjärna i huvudserien av spektralklass F0 V. Den har en massa som är omkring 50 procent större än solens massa, en radie som är omkring dubbelt så stor som solens och utsänder från dess fotosfär ca 6,6 gånger mera energi än solen vid en effektiv temperatur på ca 7 300 K.
Följeslagaren, Jota Pictoris B, är en kallare stjärna av spektralklass F4 V med skenbar magnitud på 6,24. Den är separerad från primärstjärnan med ca 12,9 bågsekunder, eller ca 500 AE.